# Cephalocoema caaguazu
Cephalocoema caaguazu är en insektsart som beskrevs av Piza Jr. 1977. Cephalocoema caaguazu ingår i släktet Cephalocoema och familjen Proscopiidae. Inga underarter finns listade i Catalogue of Life.